# Дейзі Дак
Дейзі Дак — мультиплікаційний персонаж, створений в 1940 році Діком Ландлі. Дейзі являє собою атропоморфну качку. Зазвичай вона представляється подружкою Дональда Дака. Носить рожеву або фіолетову сукню і великий рожевий бантик на голові. На відміну від Дональда, у Дейзі як у жіночого персонажа є великі вії і невелика шевелюра на голові. Також Дейзі завжди носить широкі підбори. У ранніх мультфільмах отримала ім'я Донна Дак.
Офіційним українським голосом Дейзі Дак є Ніна Касторф.

## Опис персонажа

### Характер
Дейзі, зокрема в ранніх мультфільмах, зображується як вертихвістка. Вона симпатизує Дональду і прив'язана до нього. На відміну від Дональда вона розумніша за нього і володіє відносно стійким і спокійним характером в протилежність Дональду. Незважаючи на це, часто вступає з ним у конфлікти.

## Історія
Дейзі з'являється у загальній складності в 14 фільмах. Вона з'явилася в десяти короткометражних фільмах про Дональда Дака. Також виступила в коротких епізодичних ролях в короткометражних фільмах про Міккі Мауса. Також з'являлася в мультфільмі Фантазія 2000 (1999) і Хто підставив кролика Роджера (1988).

### Перша поява
Дейзі Дак вперше з'явилася в мультфільмі «Містер Дак йде на побачення» (7 червня 1940 року). Короткометражка була зроблена Джеком Кінгом за сценарієм Карла Баркса. Там Дональд відвідав будинок своєї нової подружки. Спочатку Дейзі веде себе скромно і відвертається від відвідувача, але незабаром запрошує Дональда підійти до неї. Їх самотність переривають племінники Біллі, Віллі і Діллі, які починають змагатися з Дональдом за увагу Дейзі. Дядько і племінники по черзі танцюють джиттербаг з Дейзі, намагаючись позбавитися один від одного. У своїй останній спробі каченята нагодували Дональда гарячої кукурудзою, яка почала перетворюватися в попкорн, але Дональд продовжує танцювати. Каченята починають підігравати танець і несвідомо сприяють веселому проведенню часу Дейзі і Дональда і в кінці мультфільму задоволена Дейзі подарувала Дональду перший поцілунок.
Спочатку Кларенс Неш озвучував Дейзі, але згодом вона набула більш жіночний голос.

### 1941-1947 роки
Через рік після короткометражного мультфільму «Містер Качка виходить» Дейзі і Дональд з'явилися в епізодичній ролі в мультфільмі «В стилі 90-х».
Мультфільм «Злочин Дональда» став другим, в якому Дейзі Дак говорила. Хоча у Дейзі була відносно невелика роль в мультфільмі, її побачення з Дональдом стало основою сюжету, який показав прихильність Дональда Дака до неї.
У цьому мультфільмі Дейзі Дак озвучувала акторка Глорія Блонделл. Таким чином, це був перший раз, коли у Дейзі був справжній голос, а не «качиний», як у Дональда.
У тому ж році Дейзі брала участь у короткометражному мультфільмі «Вилікувавшася качка». Мультфільм починається з того, що Дональд Дак відвідує Дейзі Дак. Дейзі просить Дональда відкрити вікно, але у нього не виходить. Дональд в люті ламає вікно. Дейзі відмовляється від побачення з Дональдом Даком, поки він не навчиться керувати собою. Дональд, погодившись на ці умови, спробував "вилікувати" себе, використовуючи спеціальну машину. Потім він знову відвідує Дейзі і спочатку веде себе спокійно. Але потім, коли його подруга показала йому свій новий капелюх, він починає голосно сміятися. Мультфільм закінчується тим, що Дейзі в люті кидається на Дональда.
Проблеми в їх взаєминах також були відзначені в короткометражному мультфільмі «Подвійні неприємності».

### Перша головна роль
Дейзі була головним героєм короткометражного мультфільму «Donald's Dilemma» (1947 рік).
Мультфільм починається з того, що Дейзі розповідає психологу, як вони гуляли з Дональдом. Раптом з вікна хмарочоса прямо на голову Дональда впала квітка в горщику. Він швидко прийшов до тями, але сильно змінився: у нього з'явився прекрасний голос, змінилися манери його поведінки, а головне - Дональд забув Дейзі. Він став відомим співаком, всюди його оточували прихильниці. Але Дейзі не могла до нього дістатися, а він її не впізнавав. Вона страждала, не спала, вважала себе божевільною. Психолог, вислухавши її історію, порадив їй скинути квітковий горщик на голову Дональда, але попередив, що це поверне його колишній голос. Психолог запропонував Дейзі залишити Дональда Дака відомим співаком, але вона рішуче відмовилась. Дейзі Дак пробралася на концерт і, забравшись вище, кинула на Дональда горщик. До нього повернувся колишній голос, і він забув про свою кар'єру. Його прихильники також забувають про нього, але Дейзі відновлює свої колишні стосунки з Дональдом.
Цей мультфільм розглядається як чорний гумор про взаємини Дейзі і Дональда Дака.

### 1948-1954 роки
У короткометражному мультфільмі «Donald's Dream Voice» Дональд Дак працював рознощиком, але через його голос покупці не розуміли жодного слова з того, що він говорить. Його ввічливі звернення клієнти розуміють як образи. Але Дейзі підтримує і схвалює Дональда. Проблеми Дональда Дака зникають, коли він купує коробку з «голосовими таблетками», ліками, які тимчасово покращують його голос. Він збадьорюється і готується до пропозиції руки і серця Дейзі. Але відбувається так, що Дональд втрачає всі таблетки, крім однієї. Він намагається прийняти останню таблетку, але у нього не виходить. Виходить так, що ковтає пігулку корова, і вона починає говорити. Корова говорить Дональду, що не може зрозуміти ані слова з того, що він говорить. Дональд починається злитися.
Після цього мультфільму Дейзі не з'являлася на екранах аж до 1950 року, коли вийшла короткометражка «Crazy Over Daisy». Події мультфільму відбуваються у 1890 роках. На початку радісний Дональд йде на побачення з Дейзі Дак. Але коли Чіп і Дейл починають висміювати Дональда Дака, він кидається на них. Бійку перериває Дейзі, яка звинувачує Дональда в тому, що він ображає «невинних» бурундуків.
Остаточна поява Дейзі в Золотий вік Американської анімації ознаменував мультфільм «Donald's Diary» (1954 рік).

### Пізні роки
У мультфільмі Різдвяна історія Міккі (1983 рік) Дейзі грала роль Ізабелли, подруги молодого Ебінайзера Скруджа. Цей мультфільм ознаменував першу появу Дейзі на екрані протягом майже 30 років. Мультфільм також став першим з участю Дейзі Дак, в якому зображалися її відносини з Дональдом.
У 1988 році Дейзі Дак, поряд з багатьма персонажами Діснея, зіграла епізодичну роль у фільмі Хто підставив кролика Роджера.
Дейзі також брала участь у музичних мультфільмах «Фантазія 2000» і «Три мушкетери: Міккі, Дональд і Гуфі».

## Донна Дак
Згідно з деякими джерелами, Дейзі Дак вперше з'явилася в короткометражному мультфільмі 1937 року Дон Дональд в ролі Донни Дак. Дана короткометражка є першою в серії мультфільмів про Дональда Дака, а також першою, де показувалися любовні інтереси Дональда.
За сюжетом мультфільму, Дональд Дак подорожує по Мексиці на віслюку і зустрічає свою подругу - Донну. Вона вітає його, виконує традиційний танець і сідає на осла, який скидає її на землю. Дональд починає сміятися, і Донна в люті кидається на нього. Незабаром Дональд запрошує свою подругу в поїздку на машині. Донна Дак погоджується, але по дорозі автомобіль ламається, і Донна кидає свого коханого в пустелі.
Донна показана енергійною, нетерплячою і агресивною - практично такою же, як і Дональд. Персонажів озвучив один і той же актор - Кларенс Неш.
Твердження про Донну і Дейзі як про одного персонажа підтверджуються колекційною фігуркою, випущеною компанією Walt Disney, на якій зазначено, що Дейзі Дак дебютує в ролі Донни. У коміксі 1951 року показана інша точка зору: Донна Дак є окремим персонажем, які змагаються з Дейзі за серце Дональда.

## Дейзі Дак у телебаченні
Дейзі Дак з'являлася на телебаченні з 1996 року, коли вийшов серіал Кряк-Бряк, де Дейзі грала роль репортера телеканалу, а Дональд - її оператора. Вона була показана більш незалежною і самовпевненою, що відповідає ідеалу сучасної західної жінки, тоді як в короткометражних мультфільмах вона використовувала образ фатальної красуні, щоб привернути до себе увагу Дональда.
Дейзі також з'являлася в більш пізніх серіалах: Все про Міккі Мауса, Мишачий будинок і Клуб Міккі Мауса.